# Lagoon River (Dominica)
Der Lagoon River ist ein Fluss an der Westküste von Dominica. Er verläuft im Zentrum des Parish Saint Peter und mündet zwischen Bioche und Dominica in der Anse Mulatre ins Karibische Meer.

## Geographie
Der Lagoon River entspringt im Gebiet von Fond Pie (⊙) in ca. 500 m Höhe über dem Meer. Er verläuft nach Westen und nimmt von links (Süden) noch einen kleinen Zufluss auf. Er durchquert Lagoon Estate und mündet bald darauf zwischen Bioche und Dublanc ins Karibische Meer. Im Süden schließt sich das Einzugsgebiet des Bioche Rivers und im Norden des Dublanc Rivers an.